# Oglasa ecclipsis
Oglasa ecclipsis är en fjärilsart som beskrevs av Holland 1894. Oglasa ecclipsis ingår i släktet Oglasa och familjen nattflyn. Inga underarter finns listade i Catalogue of Life.